# Batrachostomus poliolophus
El podargo colicorto o podargo de cabeza pálida (Batrachostomus poliolophus) es una especie de ave caprimulgiforme de la familia Podargidae endémica de Sumatra.

## Distribución y hábitat
Se encuentra únicamente en las selvas húmedas de las regiones montañosas de la isla indonesia de Sumatra. Está amenazado por la pérdida de su hábitat.